# Banddubbelfotingar
Banddubbelfotingar (Polydesmida) är en ordning av mångfotingar. Banddubbelfotingar ingår i klassen dubbelfotingar, fylumet leddjur och riket djur. Enligt Catalogue of Life omfattar ordningen Polydesmida 3760 arter. 

## Bildgalleri

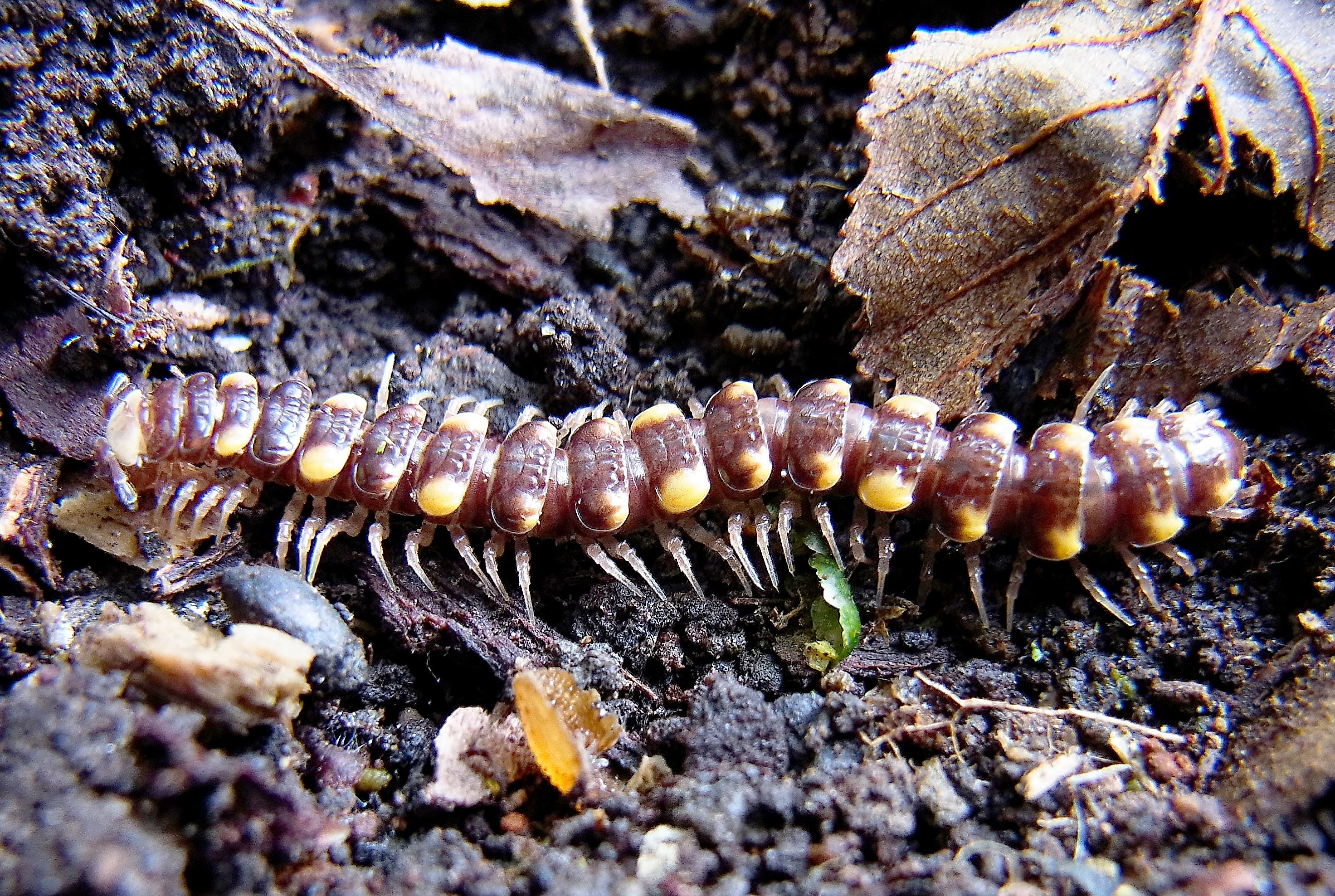
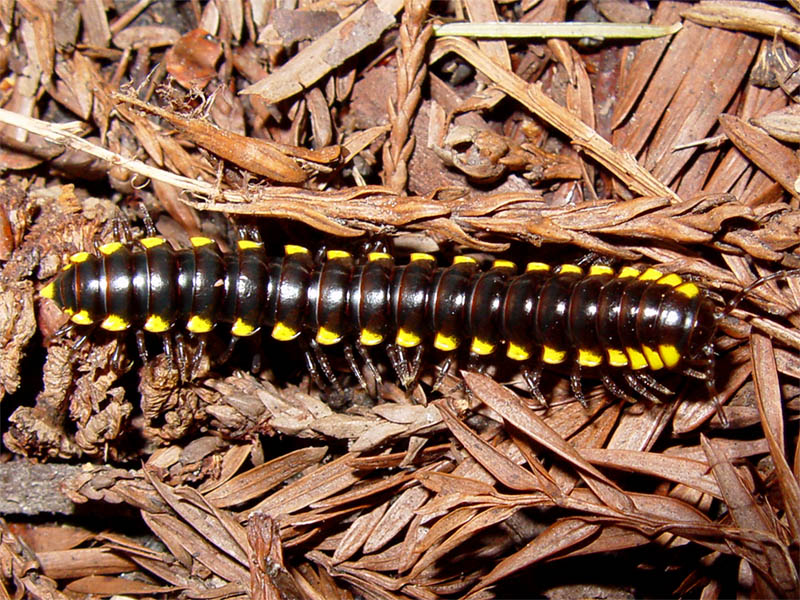
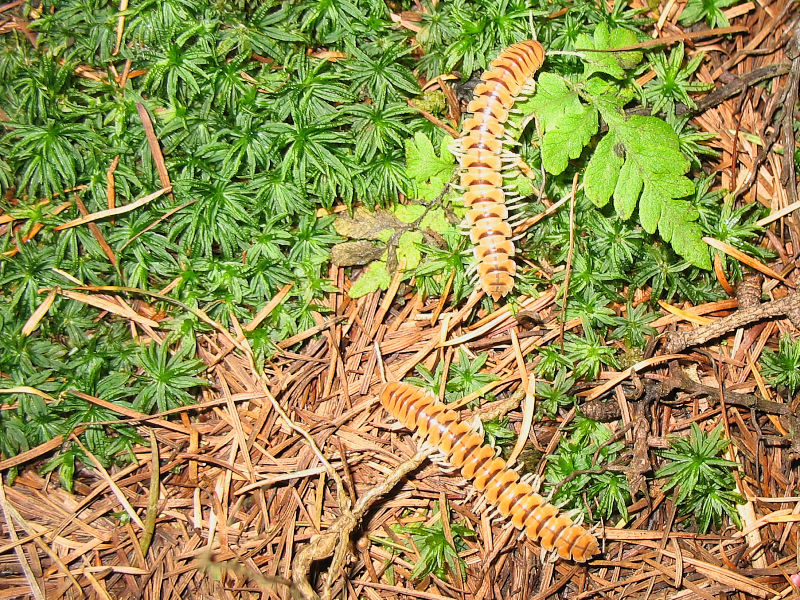
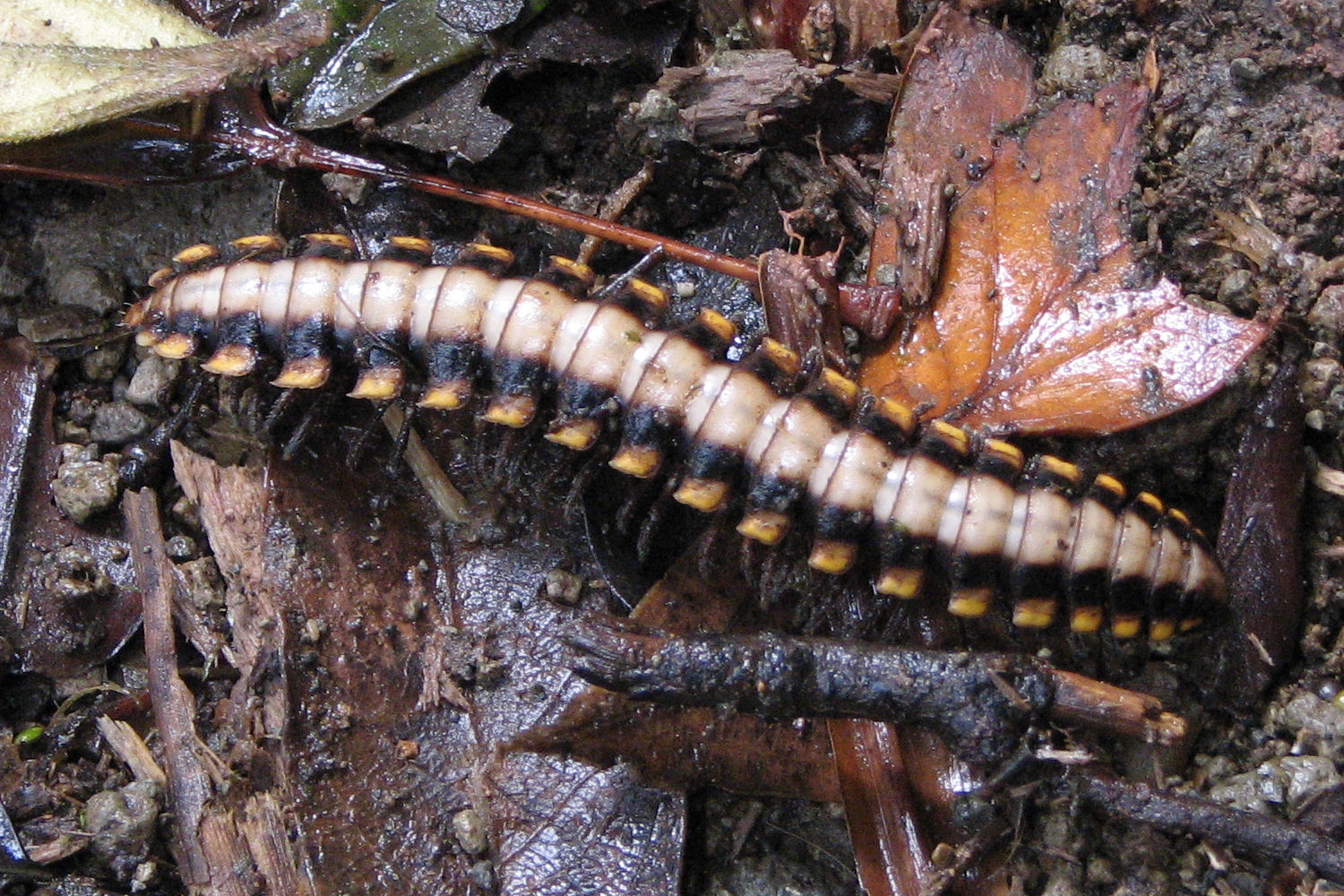
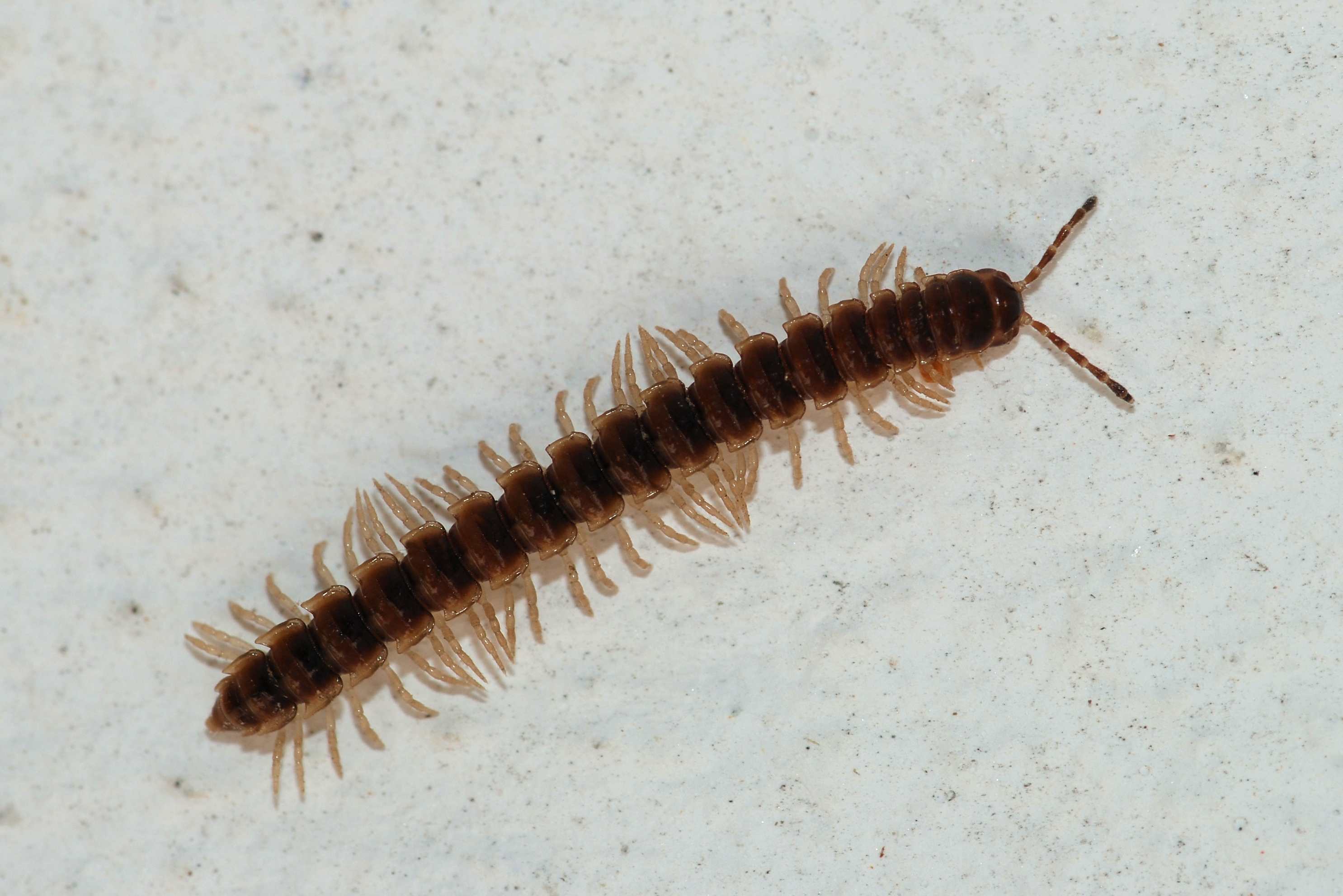

## Dottertaxa till banddubbelfotingar, i alfabetisk ordning[1][2]
- Aipotropis
- Ammodesmidae
- Aphelidesmidae
- Aphlotes
- Arndtodesmus
- Atopodesmus
- Campodesmidae
- Chelodesmidae
- Choridesmus
- Chytodesmidae
- Cocacolaria
- Comodesmidae
- Comodesmus
- Cottodesmus
- Cotylotropis
- Cryptodesmidae
- Cyrtodesmidae
- Dalodesmidae
- Discodesmus
- Doratodesmidae
- Dorsoporidae
- Eneilissomus
- Eoniscus
- Eurymerodesmidae
- Euryuridae
- Fijiodesmus
- Fuhrmannodesmidae
- Gomphodesmidae
- Gymnogonodesmus
- Haplodesmidae
- Harpagonopus
- Holistophallidae
- Hynidesmus
- Hyperothrix
- Hystichodesmus
- Kylindogaster
- Macrosternodesmidae
- Mastodesmus
- Mauritacantha
- Mauritiosoma
- Nearctodesmidae
- Oniscodesmidae
- Oodedesmus
- Opisotretidae
- Oxydesmidae
- Paradoxosomatidae
- Paraphilus
- Peronorchus
- Phlyctodesmus
- Phreatodesmus
- Pilochilus
- Platyrhacidae
- Plusiogonodesmus
- Polydesmidae
- Pyrgodesmidae
- Rhachodesmidae
- Sphaeriodesmidae
- Strongylosomum
- Stylodesmidae
- Tasmanodesmus
- Tidesmus
- Trichopolydesmidae
- Tridontomidae
- Vaalogonopodidae
- Xystodesmidae